# Gurzó Ákos
Gurzó Ákos nemzetközi marketing, kommunikációs és média szakember. Szakterületei közé tartozik a külső kommunikáció, a belső kommunikáció, a vállalati marketing, valamint a közkapcsolatok (public relations).
Munkája révén tapasztalatot szerzett számos európai országban, valamint Ausztráliában és az Amerikai Egyesült Államokban is.
Marketing és kommunikációs szakemberként dolgozott egyebek mellett az EY – Ernst & Young nemzetközi tanácsadó cégnél és a Leo Burnett reklámügynökségnél.
Karrierje korábbi szakaszában újságíróként dolgozott egyebek mellett a BBC Világszolgálatának Magyar Adásánál, az MTI-nél, a Magyar Rádiónál és a Duna TV-nél. Tíz médiában töltött éve során volt parlamenti, diplomáciai és külföldi tudósító is. Tudósításai elérhetőek a Nemzeti Audiovizuális Archívumban és az Országos Széchényi Könyvtárban.

## Díjak
2005-ben Kazinczy-érmet nyert, a szép magyar beszédért. 2007-ben pedig megkapta a nemzeti hírügynökség fiatal tudósítóinak odaítélhető „Az év felfedezettje” díjat.

## Tanulmányok
- Angol nyelvtanári diploma – Kodolányi János Főiskola – 2006
- Kommunikációs szakemberi diploma – Kodolányi János Főiskola – 2005
- Broadcast Journalism – BBC Academy – 2005

## Külső hivatkozások
- Gurzó Ákos weboldala[halott link]
- Gurzó Ákos YouTube oldala